# Venturia centaureae
Venturia centaureae är en svampart som beskrevs av Arx 1950. Venturia centaureae ingår i släktet Venturia och familjen Venturiaceae.   Inga underarter finns listade i Catalogue of Life.